# Rupt
Rupt è un comune francese di 329 abitanti nel dipartimento dell'Alta Marna, regione del Grande Est.

## Società

### Evoluzione demografica
Abitanti censiti